# Club de Fútbol Villanovense
El Club de Fútbol Villanovense, más conocido simplemente como Villanovense, es un club de fútbol de España, de la ciudad de Villanueva de la Serena (Badajoz), en Extremadura. En la actualidad compite en la Tercera Federación.

## Historia
El Club de Fútbol Villanovense fue refundado en 1992 en Villanueva de la Serena tras la desaparición del histórico Club Deportivo Villanovense ese mismo año, que llegó a militar en Segunda División B. 
Desde su fundación ha jugado 10 temporadas en Segunda División B, siendo la mejor de ellas la campaña 2016-17 donde terminó en 3.ª posición, clasificándose de esta manera para jugar el Play-off de ascenso a Segunda División.
En las 12 temporadas que ha militado en Tercera División se ha proclamado campeón en tres ocasiones. En la temporada 2008-09 subió a 2.ªB por el descenso administrativo del Mérida UD y en la temporada 2013-14 se proclamó campeón con 100 puntos, siendo el mejor equipo de toda la Tercera División española, junto con el Real Zaragoza B, consiguiendo el ascenso a Segunda División B en la primera eliminatoria de la promoción. 
En la temporada 2014-15, siendo un recién ascendido, dio la sorpresa al estar luchando por los puestos de la parte alta de la tabla del grupo IV de Segunda División B por primera vez en su historia y, de forma totalmente inesperada, culminó esta gran campaña en 4.ª posición jugando posteriormente los Play-offs de ascenso a Segunda División donde se enfrentó en la primera eliminatoria al Bilbao Athletic. Aunque en el partido de ida disputado en Villanueva de la Serena el Villanovense logró vencer 2-1, en el partido de vuelta celebrado una semana después en el Estadio de San Mamés el filial bilbaíno logró la remontada venciendo 2-0 quedando así el Villanovense eliminado.
En el año 2015, fruto de la gran temporada anterior 2014/15 en la que terminó en 4.ª posición, el Villanovense, tras disputar las rondas previas, se clasificó para los dieciseisavos de final de la Copa de S.M. el Rey por primera vez en su historia. Todo un hito para el club, los aficionados y la ciudad. El sorteo  de dicho torneo deparó muy buena suerte a este humilde club donde quedó emparejado con el F.C. Barcelona, por entonces actual campeón de la competición que, además, unos meses antes también había logrado alzarse con la Champions League y la Liga española. El partido de ida disputado en Villanueva de la Serena el 28 de octubre de 2015 ante 11.000 espectadores terminó con el resultado de empate a 0 perdiendo 6 a 1 en la vuelta en el Camp Nou.
En la temporada 2016/17, tras una fantástica campaña —la mejor de su historia— en la que lucha por los puestos de arriba del grupo IV de Segunda División B desde el principio, finalmente termina en 3.ª posición con 66 puntos y consigue así clasificarse por segunda vez para los Playoffs de ascenso a la Segunda División pero es eliminado esta vez en semifinales por el Racing de Santander en un mal partido de vuelta disputado en el estadio El Sardinero en el que los locales remontaron el resultado de la ida, 2-0 a favor del Villanovense. 

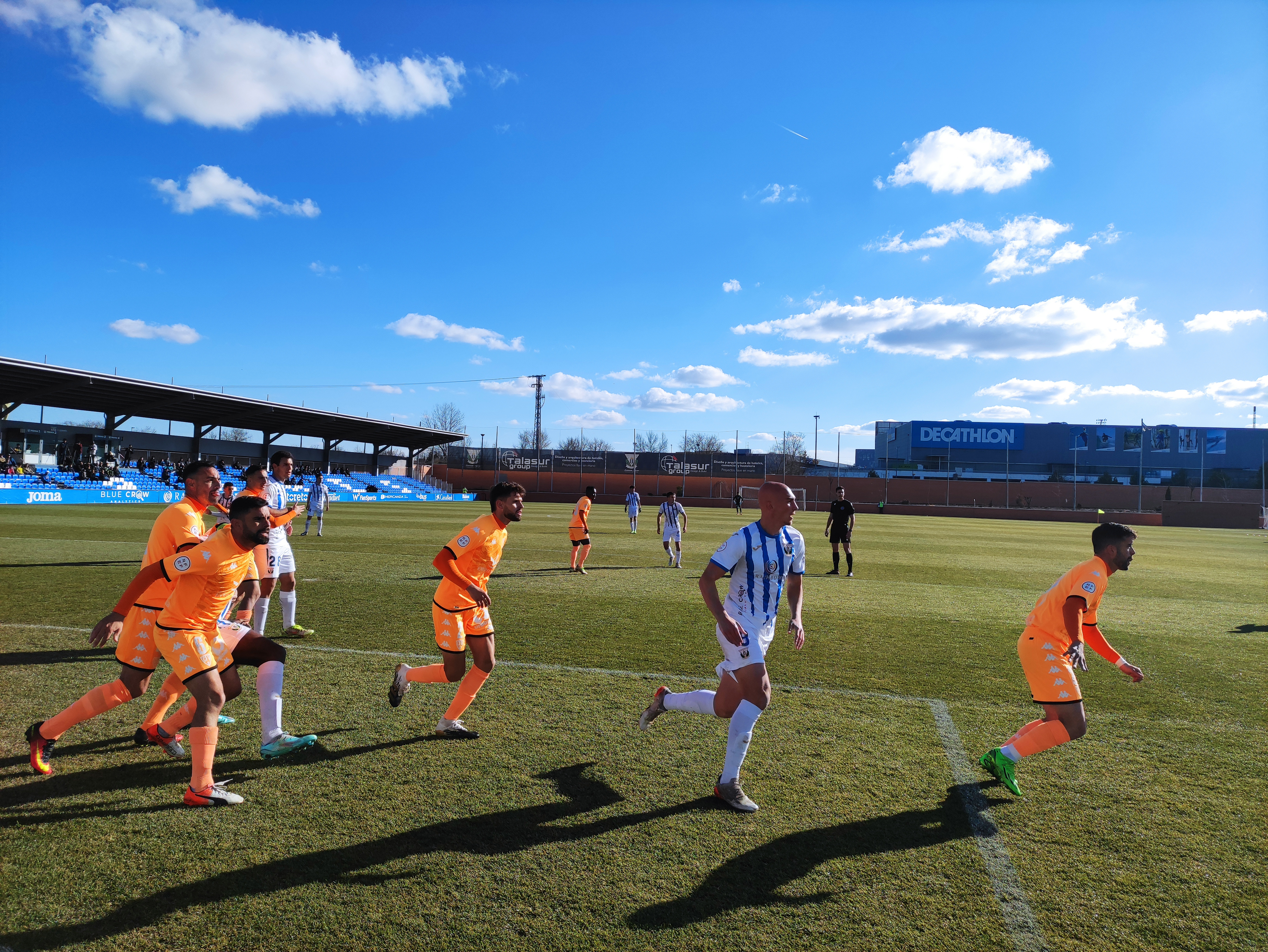
Partido entre el CD Leganés "B" y el Villanovense en la ID Butarque, 2023.

En la temporada 2017/18, el Villanovense también firmó una notable temporada en la terminó en 6.ª posición en el grupo IV de Segunda División B en el que sobre todo a partir la segunda vuelta compitió muy bien e incluso luchó por entrar en los puestos que dan acceso a los Playoffs de ascenso a la Segunda División.
En el año 2018, el Villanovense logra clasificarse para los dieciseisavos de final de la Copa de S.M. el Rey por segunda vez en su historia —ya lo hizo en el año 2015— y el sorteo determinó que su rival sería en esta ocasión el Sevilla Fútbol Club. Finalmente, el Villanovense no consigue la salvación y desciende a Tercera División tras cinco temporadas consecutivas en Segunda División B. El cuadro serón terminó la temporada en 18.ª posición, con 38 puntos.
Tras el descenso, el club supo recomponerse. Fue una temporada atípica, marcada por la pandemia del COVID-19 en la que se proclamó campeón del grupo XIV de Tercera División y que culminó con el ascenso a Segunda División B frente al Cácereño en una final de playoffs disputada en el estadio Francisco de la Hera de Almendralejo.

## Trayectoria
| Temporada | División | Puesto | Copa del Rey |
| --------- | -------- | ------ | ------------ |
| 1999/00   | 3.ª      | 4.º    |              |
| 2000/01   | 3.ª      | 6.º    |              |
| 2001/02   | 3.ª      | 4.º    |              |
| 2002/03   | 3.ª      | 3.º    |              |
| 2003/04   | 2.ªB     | 19.º   |              |
| 2004/05   | 3.ª      | 2.º    |              |
| 2005/06   | 3.ª      | 1.º    |              |
| 2006/07   | 2.ªB     | 19.º   | 1.ª ronda    |
| 2007/08   | 3.ª      | 3.º    |              |
| 2008/09   | 3.ª      | 3.º    |              |
| 2009/10   | 2.ªB     | 17.º   |              |
| 2010/11   | 3.ª      | 1.º    |              |
| 2011/12   | 2.ªB     | 9.º    | 2.ª ronda    |
| 2012/13   | 2.ªB     | 16.º   |              |
| 2013/14   | 3.ª      | 1.º    |              |

| Temporada | División | Puesto              | Copa del Rey  |
| --------- | -------- | ------------------- | ------------- |
| 2014/15   | 2.ªB     | 4.º                 | 2.ª ronda     |
| 2015/16   | 2.ªB     | 12.º                | 1/16 de final |
| 2016/17   | 2.ªB     | 3.º                 |               |
| 2017/18   | 2.ªB     | 6.º                 | 1.ª ronda     |
| 2018/19   | 2.ªB     | 18.º                | 1/16 de final |
| 2019/20   | 3.ª      | 1.º                 |               |
| 2020/21   | 2.ªB     | 4.º Grupo V (Sub-B) | 1.ª ronda     |
| 2021/22   | 2.ª RFEF | 8.º                 |               |
| 2022/23   | 2.ª RFEF | 6.º                 |               |
| 2023/24   | 2.ª RFEF | 11.º                | 2.ª ronda     |

## Uniforme
- Uniforme titular: camiseta verde, pantalones blancos y medias blancas
- Uniforme secundario: camiseta azul, pantalón azul y medias azul
- Patrocinadores principales: Gosadex S.L. y Tany Nature
- Patrocinadores: Excmo. Ayuntamiento de Villanueva de la Serena, Diputación de Badajoz, Junta de Extremadura y Fundación Jóvenes y Deportes
- Empresa colaboradora: Fundación Villanueva XXI
- Marca Deportiva: Soka

## Estadio
- Nombre: Estadio Municipal Villanovense. Hasta el año 2018 era conocido como Estadio Municipal Romero Cuerda[9]
- Dirección: Avenida de Juan Antonio Dorado Segura s/n, 06700, Villanueva de la Serena
- Capacidad: 1900 espectadores
- Inauguración: 1976
- Dimensiones: 100 x 67

## Datos del Club
- Oficinas: Avda. de Chile nº11, 06700, Villanueva de la Serena
- Teléfono y Fax: 924 84 09 08
- Socios: 1000 aprox.
- Nº de Peñas: 1

## Datos históricos
| - Temporadas en 1.ª: 0 - Temporadas en 2.ª: 0 - Temporadas en 2ªRFEF: 2 - Temporadas en 2ªB: 11 - Temporadas en 3.ª: 12 - Mayor goleada conseguida: 10-0 (vs Campanario C. F.) - Mayor goleada encajada: 1-4 (vs U.D. Melilla) - Mejor puesto en la liga: 3.º (en 2.ªB, Temporada 16/17) - Peor puesto en la liga: 6.º (en 3.ª, Temporada 00/01) - Máximo goleador: Juanjo Serrano (21 goles en 2.ªB, Temporada 09/10) - Portero menos goleado: José Fuentes (17 goles en 3.ª, Temporada 13/14) - Más partidos disputados: Ángel Pajuelo (500 partidos) |

## Organigrama deportivo

### Plantilla y cuerpo técnico
- Los jugadores con dorsales superiores al 25 son, a todos los efectos, jugadores de la Cruz Villanovense y como tales, podrán compaginar partidos con el primer y segundo equipo. Como exigen las normas de la LFP, los jugadores de la primera plantilla deberán llevar los dorsales del 1 al 25. Del 26 en adelante serán jugadores del equipo filial.

## Palmarés
- Ligas: 4 Ligas (3.ª División)
- Copas: -

### Trofeos amistosos
- Trofeo Ciudad de Mérida: (1) 2003
- Trofeo Puerta de Toledo: (1) 2012
- Trofeo Almendralejo ciudad de la cordialidad: (1) 2015